# Batalla de Gross-Jägersdorf
La batalla de Gross-Jägersdorf se libró el 30 de agosto de 1757 con victoria para la fuerza rusa bajo en mando del mariscal de campo Stepán Fiódorovich Apraksin sobre una fuerza prusiana menor comandada por el mariscal de campo Hans von Lehwaldt durante la guerra de los Siete Años. Esta fue la primera batalla en la que participó Rusia durante la guerra de los Siete Años.
A pesar del éxito táctico, los problemas de suministro hicieron que un avance exitoso hacia Prusia Oriental fuera poco práctico. Apraksin decidió no tomar Königsberg y ordenó una retirada poco después de la batalla.  Isabel de Rusia sospechó de la posible colusión entre Apraksin y el canciller Alexey Bestuzhev-Ryumin, que se había opuesto a la invasión, relevó a Apraksin del mando, ordenó que Bestuzhev-Ryumin fuera juzgado por traición y designó a Guillermo Fermor como jefe del ejército. Femor llevó al ejército de vuelta a Prusia Oriental en el año siguiente.

## Antecedentes
El mariscal de campo ruso Stepán Fiódorovich Apraksin comandó un ejército de aproximadamente 55 000 hombres y cruzó el río Niemen. Conquistaron  Klaipėda, que se convirtió en la base del ejército para una invasión del resto de Prusia. Apraksin era cauteloso e inexperto en tomar las decisiones de guerra. En lugar de marchar sobre Wehlau, como se esperaba, ordenó a sus fuerzas cruzar el río Pregelen, cerca del pueblo de Gross-Jägersdorf. La posición en Prusia Oriental había alargado las líneas de suministro rusas y las tropas se vieron obligadas a buscar comida. La búsqueda de alimento degeneró rápidamente en desaliento y se convirtió en una  política de tierra quemada, un proceso del que Frederick se burló, pensando que los rusos eran tropas indisciplinadas; un ejército disciplinado, razonó el Rey, haría con ellos un buen trabajo rápidamente. Se movieron hacia Königsberg para tratar de tomar o al menos revertir la ciudad.  Frederick envió a su mariscal de campo Hans von Lehwaldt, de setenta años, que comandaba fuerzas en Prusia Oriental, con 28 000 hombres; le suministró a Lehwaldt cien oficiales competentes para que los empleara como quisiera, esperando que él fortaleciera el ejército allí. También envió órdenes ambiguas para enfrentarse a los rusos cada vez que su mariscal de campo lo consideraba oportuno. Frederick no le había dado instrucciones específicas, solo generales para actuar cuando el momento pareciera propicio.

## La batalla
Los rusos comenzaron el día con una marcha tranquila, pero el ejército era indisciplinado y difícil de mover de una manera concentrada y organizada. Al ver una oportunidad, los prusianos atacaron a la «multitud no preparada» de los soldados rusos. La caballería de Lehwaldt atacó los flancos norte y sur del ejército ruso e infligió grandes pérdidas iniciales. Los rusos, completamente desprevenidos para un asalto de un ejército de la mitad de su tamaño, se sumió en una mayor confusión. Los comandantes inexpertos de Apraksin intentaron organizar a la infantería. El general Pyotr Rumyantsev, que más tarde se convirtió en uno de los mejores generales de Rusia, logró reunir a los rusos en el centro, ya que se recuperó del impacto del ataque inicial. El general Vasili Lopujín fue alcanzado por los tiros por los prusianos: algunos informes dicen que murió en los brazos de sus camaradas, otros, que murió pocos días después.
Inicialmente, la fuerza de Lehwaldt tuvo algo de ventaja en la batalla. El feroz asalto prusiano evitó que los rusos formaran las defensas tradicionales con las que repeler a la caballería pero no se rompieron ni huyeron. Además, los observadores informaron que la fuerza principal de los prusianos que avanzaban por el centro disparaba descarga tras descarga con su eficiencia despiadada habitual. El ejército ruso se recuperó del impacto del asalto inicial y contraatacó. Después de la sorpresa inicial por el ataque prusiano, los rusos se recuperaron para devolver el fuego pero el suyo de retorno no era de la misma eficacia pero no obstante fue efectivo y la línea prusiana colapsó por un tiempo. La caballería Kalmyk y los cosacos del Don, en el flanco izquierdo prusiano, fingió retirarse para atrapar a los prusianos atacantes bajo fuego de artillería pesada. Este fue un esfuerzo de Apraksin para rodear a los prusianos con su mayor ejército, que Lehwaldt pudo evitar.
La fuerza de Lehwaldt se retiró a su antiguo campamento y se mantuvo firme allí.

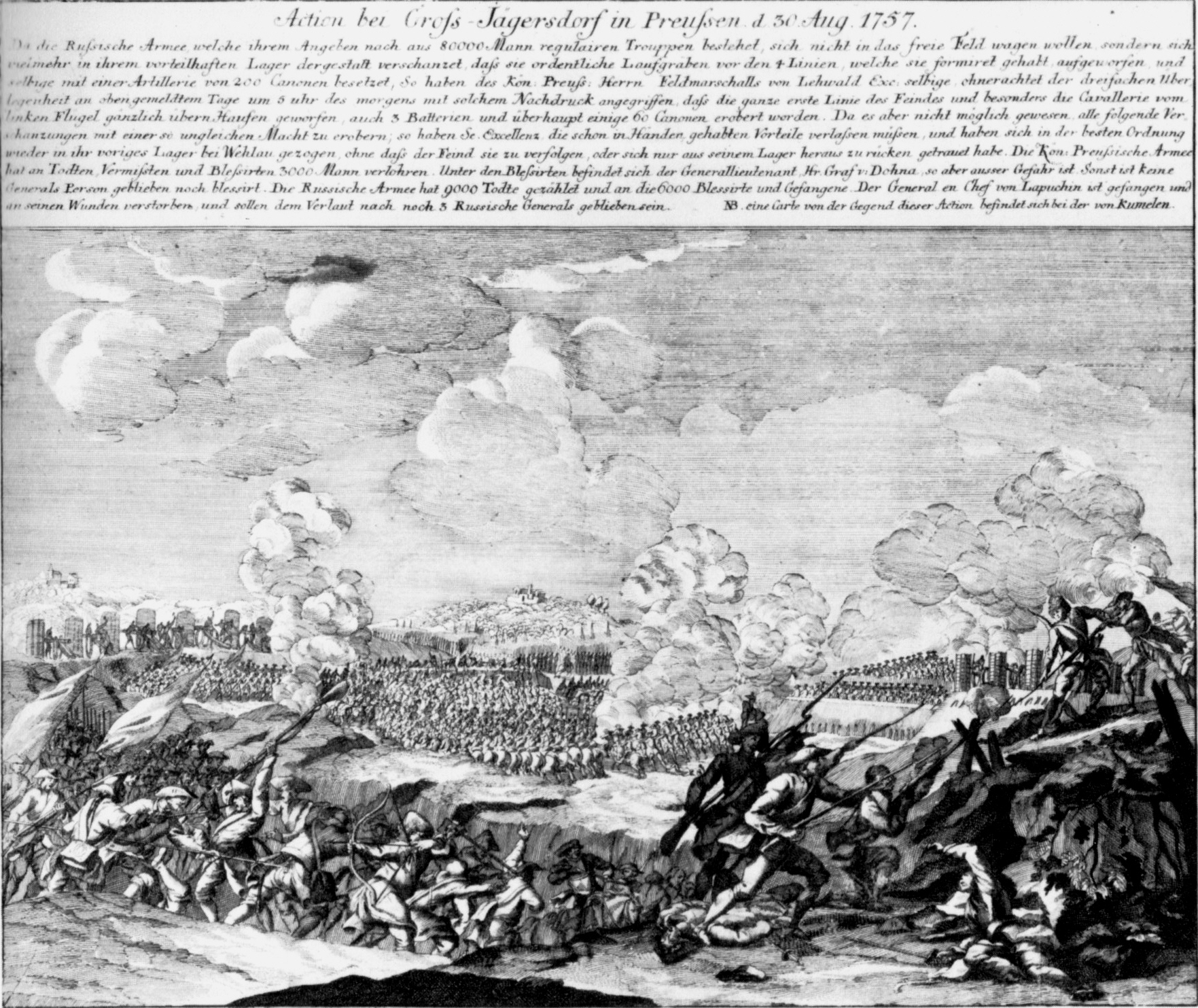
Cosacos y kalmuks atacan al ejército de Lehwaldt

## Consecuencias
Los prusianos lograron un ataque sorpresa, tomaron una cantidad de posiciones con fuerzas numéricamente superiores e infligieron pérdidas importantes. Al igual que en Zorndorf, demostraron ser efectivos contra las fuerzas más fuertes en la lucha cuerpo a cuerpo. Por otro lado, los rusos, como comentó un oficial sajón, no tuvieron tiempo ni oportunidad de formar un cuadrado, y sin embargo lo hicieron extremadamente bien, a pesar de ser atacado completamente por sorpresa. Lehwaldt tuvo entre 4600 y 5000 bajas y Apraksin aproximadamente 5400. Algunas fuentes estiman que las pérdidas rusas fueron más altas: tal vez estuvieron en torno a las 7000.
Aunque Lehwaldt retiró su cuerpo de ejército de la batalla y posteriormente supervisó el bloqueo de Stralsund. El éxito ruso en Gross-Jägersdorf también animó a Suecia a unirse a la lucha contra Prusia.

### Impacto en el ejército ruso
A raíz de esto, se esperaba en Rusia que Apraksin prosiguiera la retirada de Prusia y eventualmente invadiera toda la Prusia Oriental ya que estaba, a solo 50 kilómetros de Königsberg. Inexplicablemente, el general detuvo su avance hacia Königsberg y se retiró a Rusia. Los historiadores ofrecen las siguientes razones: que escuchó un informe falso de que la emperatriz  Isabel de Rusia había muerto, que quería apoyar a  Pedro III como heredero del trono; que Apraksin marchó sobre Königsberg pero sus tropas, que carecían de provisiones, sufrieron un desgaste considerable y, finalmente, una epidemia de viruela que golpeó al ejército ruso, especialmente a los Kalmyks y resultó en 8,5 veces más muertes que todas las batallas libradas en 1757.
Investigaciones recientes sugieren que los rusos no estaban en absoluto preparados para la guerra más allá de su frontera occidental y que no habían evaluado de forma realista sus posibles problemas de suministro en Prusia Oriental. Apraksin, un modesto comandante, había evaluado los suministros en la región y creía que eran suficientes; no había establecido específicamente depósitos rusos de suministro en la  Mancomunidad de Polonia-Lituania, que era neutral, pero tenía la intención de depender del suministro local. En 1757, el apoyo constante a los 92 000 caballos requería más forraje de lo que estaba disponible en cualquiera de los territorios amigos en Livland, mucho menos hostil que Prusia Oriental. Además, los rusos no habían hecho ningún esfuerzo por expandir sus depósitos de suministros utilizando los puertos marítimos del mar Báltico, lo que habría sido la forma más obvia de alimentar ese número de tropas a esa distancia. Finalmente, los esfuerzos de las tropas para requisar suministros se encontraron con un levantamiento guerrillero localizado y los agricultores quemaron sus cultivos y destruyeron sus suministros en lugar de dárselos a los rusos. Una vez que los rusos llegaron a Livonia, los observadores notaron que las tropas exhaustas acarreaban carros porque sus caballos, que vivían con una dieta de hojas de roble, caían muertos por cientos todos los días.
La emperatriz estaba tan enojada con Apraksin que lo relevó de mando y ordenó hacer una investigación sobre sus acciones. Investigó a Alexey Bestuzhev-Ryumin, su canciller y amigo de Apraksin, y lo condenó por traición. Bestuzhev-Ryumin fue exiliado a sus propiedades. La reina Isabel nombró a Guillermo Fermor como el nuevo comandante ruso y al año siguiente la invasión comenzó de nuevo. Fermor tenía una actitud completamente diferente para abastecer a sus tropas y desarrolló una extensa red de depósitos de suministros y fuentes locales fuera de los límites de Rusia. Esto fue aprovechado sus enemigos políticos en San Petersburgo para difamarlo u afirmaban que estaba desperdiciando el tesoro imperial; sin embargo, Fermor tuvo mucho más éxito en 1758 que su predecesor en 1757.